# Geranium yunnanense
Geranium yunnanense är en näveväxtart som beskrevs av Adrien René Franchet. Geranium yunnanense ingår i släktet nävor, och familjen näveväxter. Inga underarter finns listade i Catalogue of Life.